# Puig de l'Àliga (Roses)
El Puig de l'Àliga és una muntanya de 462 metres que es troba al municipi de Roses, a la comarca catalana de l'Alt Empordà.
Al cim podem trobar-hi un vèrtex geodèsic (referència 314083015).
Aquest cim està inclòs al llistat dels 100 cims de la FEEC.